# Louis Guisan
Pour les articles homonymes, voir Guisan.
Louis Guisan, né le 12 juin 1911 à Lausanne et mort le 13 juillet 1998, est une personnalité politique suisse, membre du Parti libéral.

## Biographie
Originaire d'Avenches dans le canton de Vaud, il étudie le droit à Lausanne, Berlin, Kiel et Rome et devient docteur en droit en 1936, puis titulaire du brevet d'avocat en 1938. Dès cette date et jusqu'à son élection au Conseil d'État, il pratique le barreau à Yverdon et à Lausanne où il reprend l'étude du conseiller d'État Antoine Vodoz. Il préside le Conseil communal d'Yverdon en 1945 et fait partie du Parlement communal de cette ville de 1941 à 1952.
Il est ensuite élu au Conseil national de 1955 à 1963, puis au Conseil des États de 1963 à 1975. Il accède à la chambre haute en remplacement de Frédéric Fauquex qui y siégeait depuis 1945. Le socialiste Jacques Morbier-Genoud l'a ensuite remplacé au Conseil des Etats pour une législature.
Membre du Conseil d'État du canton de Vaud de 1954 à 1966, il est chef du Département de Justice et Police et préside le gouvernement en 1959 et 1964, année de l'exposition nationale de Lausanne. Il dirige la Gazette de Lausanne de 1966 à 1969 puis est administrateur-délégué de ce journal. Au militaire, il est colonel EMG.
Il est membre de l'Assemblée parlementaire du Conseil de l'Europe en 1974-75. Il préside le Parti libéral suisse de 1972 à 1976 puis l'organisation des Suisses de l'étranger de 1967 à 1978. Il appartient aux commissions chargées de préparer la révision de la Constitution fédérale (présidées par Friedrich Traugott Wahlen et Kurt Furgler) ainsi qu'au Conseil de la Défense.

## Publication
La force d'une conviction simple, Genève, Slatkine, 2001 (ISBN 2-05-101866-9)
La place du contrat collectif de travail dans le système de droit suisse, thèse Lausanne, Imprimerie de la Concorde, 1936

## Sources
1. ↑  « https://vls.hsa.ethz.ch/client/link/de/archiv/einheit/67cf0ae1e0c040fa86e6a95104ea5c0d » (consulté le 15 janvier 2025)
2. ↑  Olivier Meuwly, « Frédéric Fauquex », sur Dictionnaire historique de la Suisse (DHS), 24 février 2011 (consulté le 8 août 2025)
3. ↑  Parlement fédéral, « 40e LEGISLATURE CONSEIL DES ETATS » (consulté le 7 août 2025)

- Fonds : Louis Guisan (1936 - 1997) [0,90 mètre linéaire].  Cote : CH-000053-1 PP 804. Archives cantonales vaudoises (présentation en ligne).
- Annuaire des autorités fédérales,
- Ernest Weibel, Politique et Conseils d'État, Éditions Universitaires de Fribourg, 1996
- Maurice Meylan, « Guisan, Louis » dans le Dictionnaire historique de la Suisse en ligne, version du 13 mars 2008.